# Alex Kapp Horner

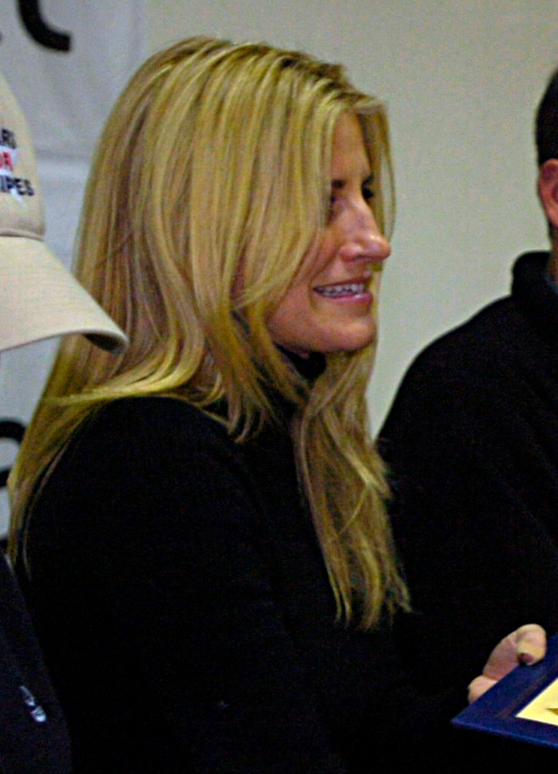

Alex Kapp Horner (* 1969) ist eine US-amerikanische Schauspielerin.
Kapp wuchs in New York City auf, ihr Vater war Dirigent und ihre Mutter Opernsängerin. Sie studierte Geschichte.
Kapp begann ihre Karriere in Los Angeles als Mitglied der Comedy-Truppe The Groundlings. Mitte der 1990er Jahre trat sie in Fernsehserien wie Party of Five, JAG – Im Auftrag der Ehre, Seinfeld, Friends, Emergency Room und Will & Grace auf. Sie spielte außerdem in dem Fernsehfilm A Mother’s Prayer mit und war von 1998 bis 1999 festes Mitglied der kurzlebigen Sitcom Maggie Winters.
Von 2006 bis 2010 spielte Kapp neben Julia Louis-Dreyfus in ihrer Sitcom The New Adventures of Old Christine auf CBS. Außerdem spielte sie eine Nebenrolle in der Komödie Weather Girl aus dem Jahr 2009 mit Tricia O’Kelley.

## Privatleben
Horner war von 1995 bis 2016 mit Robert Christian Horner verheiratet. Sie hat zwei Töchter.